# Hyatt E. Covey
Hyatt E. Covey (* 1. September 1875 in Le Roy, McLean County, Illinois; † 3. August 1968 im Tripp County, South Dakota) war ein US-amerikanischer Politiker. Zwischen 1927 und 1929 war er Vizegouverneur des Bundesstaates South Dakota.

## Werdegang
Hyatt Covey besuchte die öffentlichen Schulen seiner Heimat und studierte bis 1901 an der University of Chicago. Anschließend war er Highschool-Lehrer in Montevideo (Minnesota). Im Jahr 1912 zog er in das Tripp County in South Dakota, wo er sich als Farmer und Viehzüchter betätigte. Gleichzeitig schlug er als Mitglied der Republikanischen Partei eine politische Laufbahn ein. Zwischen 1919 und 1926 saß er im Senat von South Dakota. 
1926 wurde Covey zum Vizegouverneur von South Dakota gewählt. Dieses Amt bekleidete er zwischen 1927 und 1929. Dabei war er Stellvertreter des demokratischen Gouverneurs William J. Bulow und Vorsitzender des Staatssenats. Nach seiner Zeit als Vizegouverneur ist er politisch nicht mehr in Erscheinung getreten. Er starb am 3. August 1968.